# Francisco Bulanti
Francisco Bulanti (Paysandú, 12 de abril de 1980) es un exjugador y entrenador de rugby, uruguayo.

## Carrera
Bulanti jugó varios años en Los Teros; debutó frente a Venezuela en el Sudamericano 2004. En el 2014, su selección obtiene el último cupo para Inglaterra 2015 luego de una llave de ida y vuelta en la que eliminan a Rusia. Bulanti fue llamado para participar del mundial y jugó sus dos últimos partidos al enfrentar a Gales y luego a Fiyi.
A fines de 2016 asume como principal entrenador de Teros 7 para la temporada previa al Circuito de Sevens.